# Georgi Bliznashki
Georgi Petkow Bliznashki (em búlgaro:  Георги Петков Близнашки, 4 de outubro de 1956) é um político búlgaro e membro do Parlamento Europeu. Ele é membro da Coalizão para a Bulgária, parte do Partido Socialista Europeu, e tornou-se um eurodeputado de 1 de janeiro de 2007 a junho de 2007 com a adesão da Bulgária à União Europeia. Ele foi expulso do BSP em março de 2014. Em 6 de agosto de 2014, foi nomeado como primeiro-ministro interino da Bulgária.